# 阿契爾半島
62°27′30″S 60°00′00″W / 62.45833°S 60.00000°W

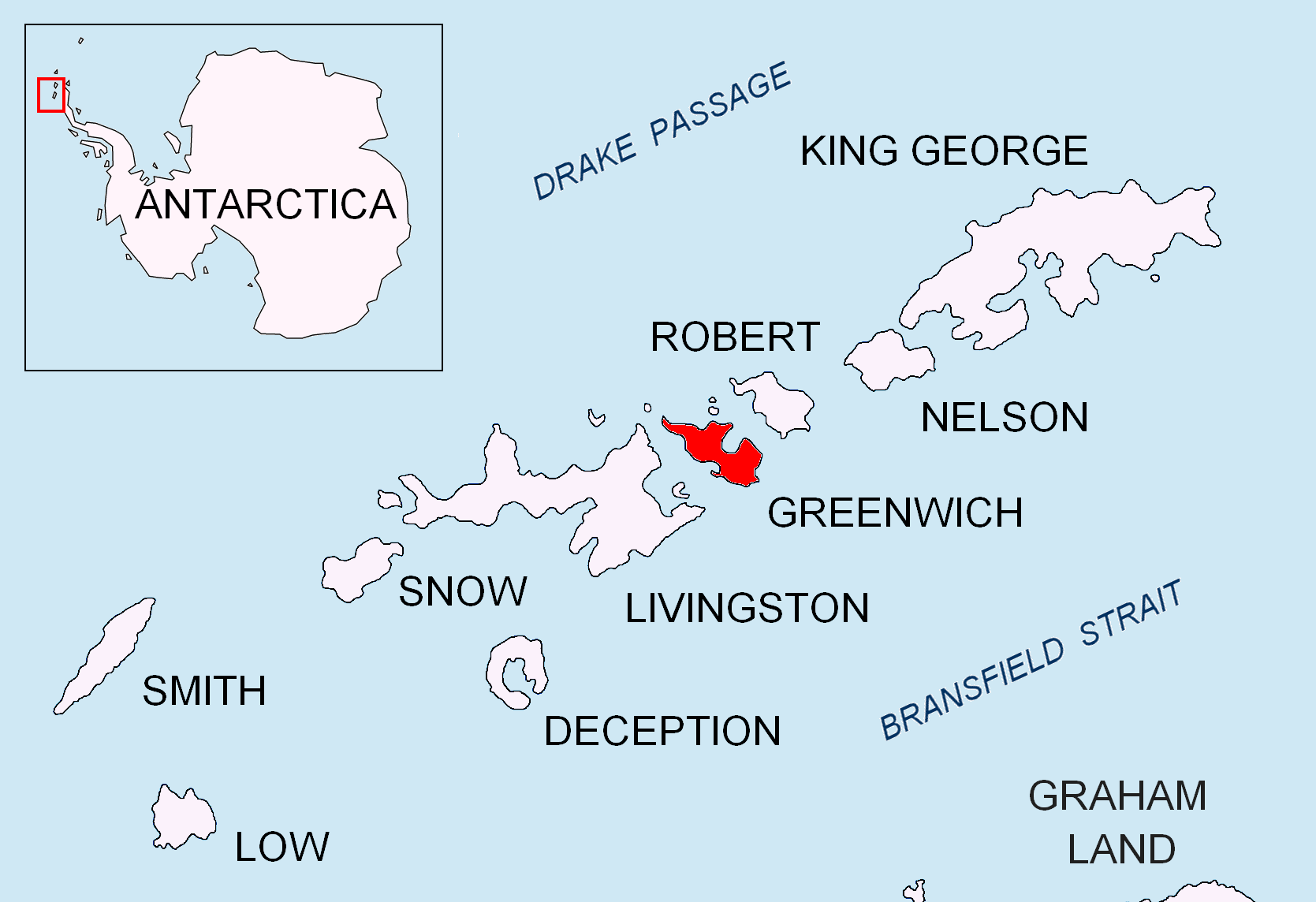

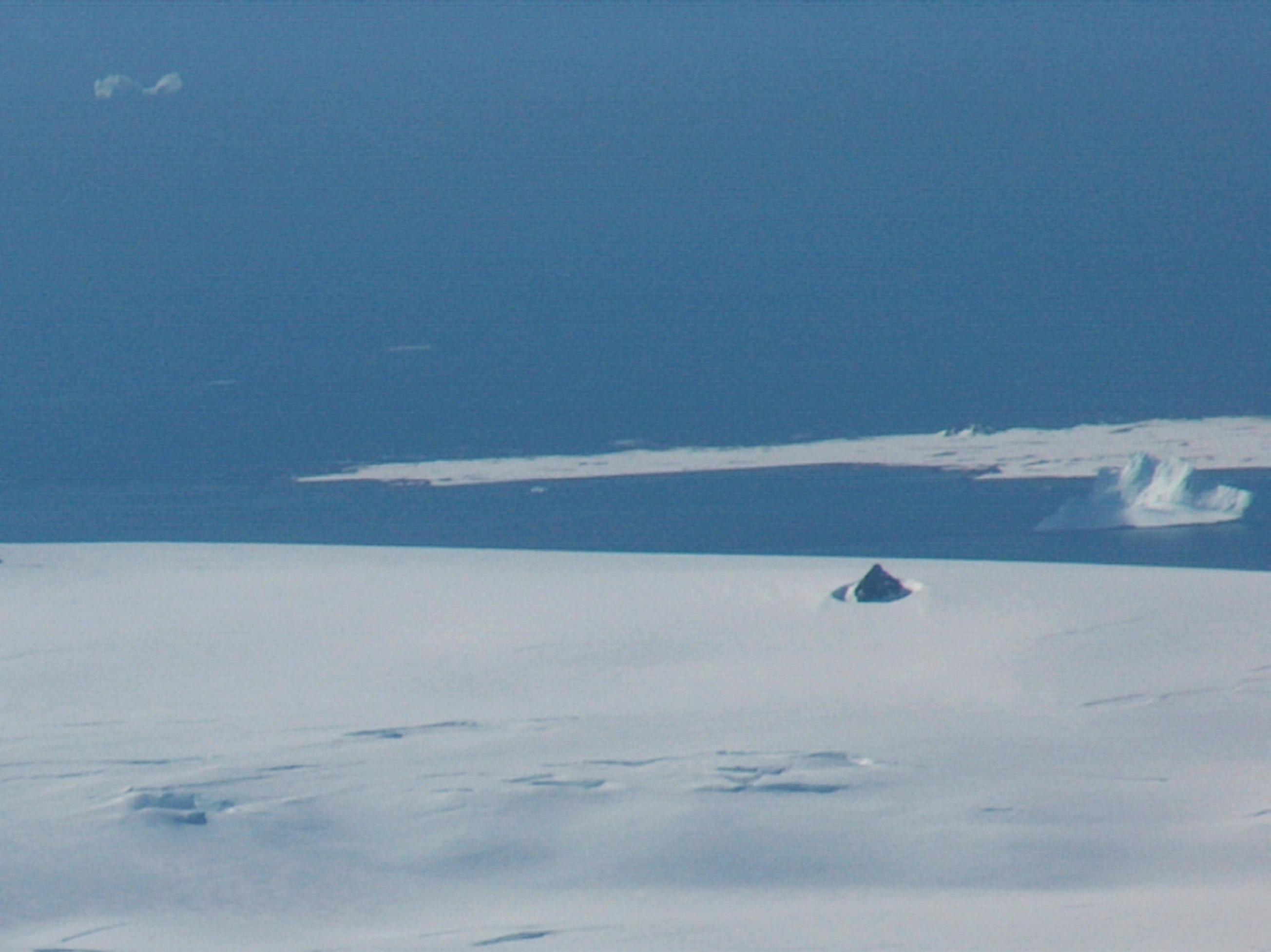

阿契爾半島是南極洲的半島，位於南設得蘭群島的格林尼治島西北端，長3公里，南面是麥克法蘭海峽，該半島以保加利亞西北部的鄉鎮命名。

## 外部連結
- Archar Peninsula. （页面存档备份，存于） SCAR Composite Gazetteer of Antarctica.